# Microdymasius plagiatus
Microdymasius plagiatus là một loài bọ cánh cứng trong họ Cerambycidae.